# William Bell Dinsmoor
William Bell Sr. Dinsmoor (Windham, 29 luglio 1886 – Atene, 2 luglio 1973) è stato un archeologo statunitense.
Presidente dell'Archaeological Institute of America dal 1936 al 1945, fu autore di importanti opere archeologiche quali Architettura dell'antica Grecia (1927) e Gli arconi di Atene nell'età ellenistica (1931).